# 外国奉行
外国奉行（がいこくぶぎょう）とは、江戸時代末期（幕末）における江戸幕府の職名。外交を担当した。

## 概要
1858年（安政5年）、海防掛であった井上清直と岩瀬忠震を全権として日米修好通商条約の交渉が行われた。条約締結の後海防掛は廃止され、代わって外交専門の機構として外国奉行が設置されることとなり、井上、岩瀬ら5人が任命された。主な仕事は、対外交渉などの実務。人数は不定で、一時期、神奈川奉行を兼任していた。上役は老中であったが、1867年にはこれを統括する外国惣奉行（若年寄格）が設置された。1868年廃止。
役高は2000石、1年の給金は200両で、席次は遠国奉行の上であった。外国奉行の配下には支配組頭、支配調役、支配調役並、定役、同心といった役職があり、奉行とそれらの配下により「外国方」という部局を形成していた。また、「外国方」の優れた人物で形成される「御書翰掛」という重要機関があり、そこでは調役、通弁方、翻訳方、書物方といった役職が置かれ、外国からの文書の翻訳、外国との交渉案・外国へ送る文書の文章案の作成などに当たっていた。
ただし、奉行のことを「方」と言い、外国奉行当人を指して「外国方」と呼ぶ場合もある。

## 就任者
- 岩瀬忠震（1858年）
- 井上清直（1858年 - 1859年、1862年、1864年）
- 永井尚志（1858年 - 1859年、1865年 - 1867年）
- 水野忠徳（1858年 - 1859年、1861年 - 1862年）
- 堀利熙（1858年 - 1860年）
- 村垣範忠（1858年 - 1863年）、万延元年遣米使節副使
- 加藤則著（1859年）
- 渡辺孝綱（1859年）
- 酒井忠行（1859年 - 1860年）
- 溝口直清（1859年 - 1860年）
- 赤松範忠（1859年 - 1860年）
- 松平康英（1859年 - 1860年、1861年 - 1863年）、文久遣欧使節副使
- 新見正興（1859年 - 1862年）、万延元年遣米使節正使
- 竹本正雅（1859年 - 1862年、1862年 - 1864年）
- 鳥居忠善（1860年 - 1861年）
- 小栗忠順（1860年 - 1861年）、万延元年遣米使節目付
- 高井道致（1860年 - 1861年）
- 滝川具知（1860年 - 1861年）
- 津田正路（1860年 - 1862年）
- 野々山兼寛（1860年 - 1862年）
- 桑山元柔（1861年）
- 根岸衛奮（1861年）
- 大久保忠寛（1861年 - 1862年）
- 一色直温（1861年 - 1862年）
- 竹本正明（1861年 - 1863年、1863年 - 1864年）
- 岡部長常（1861年 - 1863年）
- 竹内保徳（1861年 - 1864年）、文久遣欧使節正使
- 田沢正路（1862年）
- 斉藤三理（1862年）
- 阿部正外（1862年 - 1863年）
- 菊池隆吉（1862年 - 1864年、1864年 - 1866年、1867年 - 1868年）
- 小笠原広業（1862年 - 1864年）
- 沢幸良（1863年、1864年）
- 川路聖謨（1863年）
- 浅野氏祐（1863年、1866年）
- 池田長発（1863年 - 1864年）、横浜鎖港談判使節団正使
- 河津祐邦（1863年 - 1864年）、横浜鎖港談判使節団副使
- 田村直廉（1863年 - 1865年）
- 柴田剛中（1863年 - 1867年）、文久遣欧使節組頭、慶応遣欧使節正使
- 土屋正直（1864年）
- 佐々木顕発（1864年）
- 駒井信興（1864年）
- 星野千之（1864年 - 1866年）
- 江連堯則（1864年 - 1868年）
- 白石千別（1865年）
- 山口直毅（1865年 - 1866年、1867年）
- 栗本鯤（1865年 - 1866年、1866年 - 1867年）
- 木下利義（1865年 - 1866年）
- 朝比奈昌広（1865年 - 1867年）
- 合原義直（1866年）
- 石野則常（1866年 - 1867年）
- 小出秀実（1866年 - 1867年）
- 平山敬忠（1866年 - 1867年）
- 塚原昌義（1866年 - 1867年）
- 井上義斐（1866年 - 1867年）
- 川勝広道（1866年 - 1868年）
- 向山一履（1866年 - 1868年）
- 石川利政（1867年 - 1868年）
- 平岡準（1867年 - 1868年）
- 成嶋弘（1868年）